# Lang Darma
Lang Darma (tibetisch: གླང་དར་མ་, Wylie: glang dar ma) war der letzte Tsenpo (tib.: btsan po), heute gängigerweise zumeist König von Tibet genannt, und herrschte etwa von 836 bis 842, nach anderen Quellen von 841 bis 846. In der Literatur finden sich Quellen, denen zufolge er eineinhalb Jahre lang geherrscht habe, andere wiederum geben die Herrschaftszeit mit sechs bis 13 Jahren an.
Mit der in seiner Regierungszeit einsetzenden massiven Verfolgung des Buddhismus und der Zurückdrängung in seiner klösterlichen Form endete der Niedergang des Yarlung-Reiches und damit das einstige tibetische Imperium. Lang Darma selbst soll schließlich von dem als Bön-Priester verkleideten Pelgyi Dorje von Lhalung (tib.: lha lung dpal gyi rdo rje), einem der 25 Schüler Padmasambhavas, ermordet worden sein.
Vor Lang Darma hatte sein buddhistischer Bruder Relpachen (tib.: khri ral pa can) den Thron innegehabt und Reformen eingeführt, die die Macht des tibetischen Landadels stark beschnitten und den buddhistischen Klöstern auf Dauer bestimmenden Einfluss in den Regionen Tibets gebracht hatten. Diese Reformen hatten dazu geführt, dass bereits Relpachen ermordet worden war.
In der Geschichtswissenschaft sind Zweifel an der strikt antibuddhistischen Haltung Lang Darmas aufgeworfen worden.